# Rhynchosia dielsii
Rhynchosia dielsii är en ärtväxtart som beskrevs av Hermann August Theodor Harms. Rhynchosia dielsii ingår i släktet Rhynchosia och familjen ärtväxter. Inga underarter finns listade i Catalogue of Life.